# Асикага Ёсикадзу
Асикага Ёсикадзу (яп. 足利 義量, 27 августа 1407 — 17 марта 1425) — 5-й сёгун сёгуната Муромати. Правил с 1423 по 1425 год. Был сыном Асикаги Ёсимоти, четвёртого сёгуна сёгуната Муромати.
Ёсикадзу был назначен на должность сёгуна в 16-летнем возрасте. Однако уже через два года он умер от оспы, не оставив наследника. В 1426 году скончался его отец, и должность сёгуна осталась вакантной. Новый лидер самураев был избран жребием.